# Осада Прива
Осада Прива — осада и захват королевскими войсками Людовика XIII гугенотского города Прива 28 мая 1629 года, одно из последних событий гугенотских восстаний (1621—1629).

## Предыстория

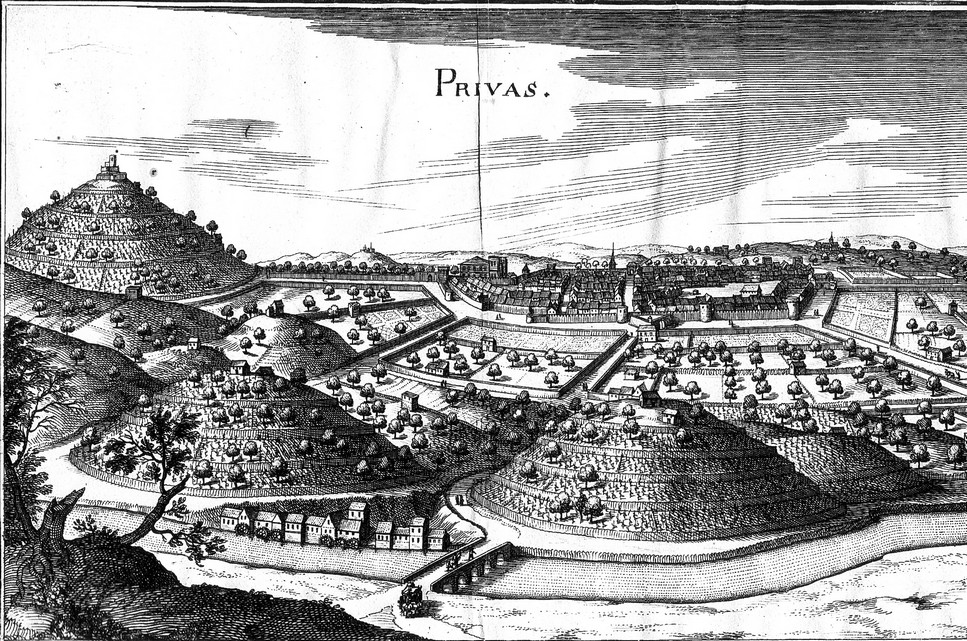
Прива около 1620 года.

Осада Прива последовала за катастрофической капитуляцией главного протестантского оплота Ла-Рошели. После этого Людовик XIII отправился устранить остававшиеся очаги гугенотского сопротивления на юге Франции. Вместе с Алесом и Андузом город Прива находился в центре протестантских цитаделей в Лангедоке, простиравщихся от Нима и Юзеса на востоке до Кастра и Монтобана на западе. Прива был выбран Антуаном Эркюлем де Будо, маркизом де Портом (1589—1629), в качестве стратегической цели, его захват нарушил бы линию обороны гугенотов и отсек их основные центры — Ним и Монтобан. Город защищал Александр дю Пюи, лидер протестантов из Монбран-ле-Бен в Дофине.

## Осада

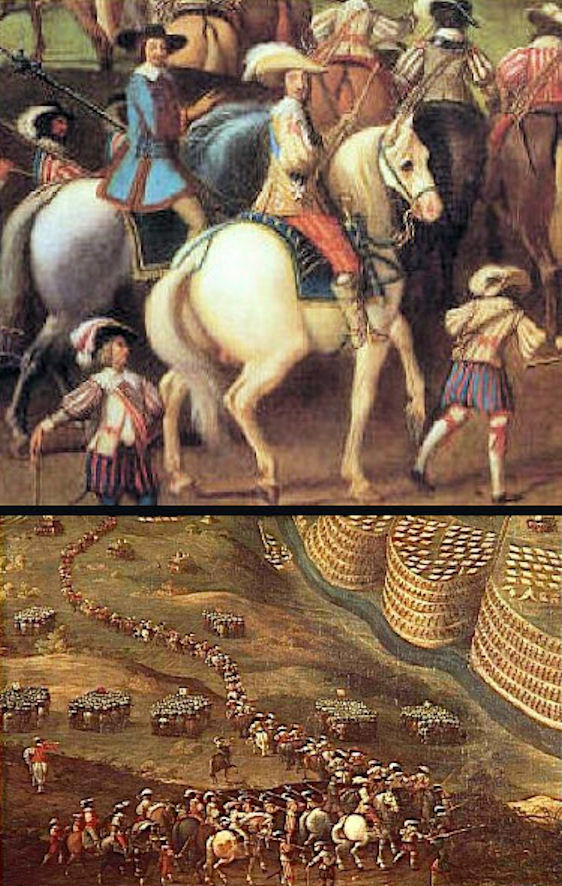
Людовик XIII во время осады Прива.

Прива был захвачен 28 мая 1629 года после 15 дней осады, при которой присутствовал лично король Людовик XIII. 500—600 гугенотов, которые забаррикадировались в крепости, сдались, но некоторые пытались взорвать себя вместе с королевскими войсками, что привело к резне. Город был разграблен и сожжен.
В письме к королеве кардинал Ришельё сообщили о разрушении города в мягких тонах, снимая ответственность с королевских сил:
Не было никакого намерения грабить город, в ночное время он был заброшен, и ворота были распахнуты, что привело к тому, что солдаты смогли заняться грабежом. Все возможное было сделано, чтобы предотвратить пожары, но ни один дом не избежал огня. Солдатам был дан приказ не трогать защитников цитадели, но те сами прыгали с крепостных стен вниз, а некоторые пыталсиь подорвать себя в отчаянных попытках уничтожить последователей короля.
- Письмо от Ришельё к королеве, Прива, 30 мая 1629.

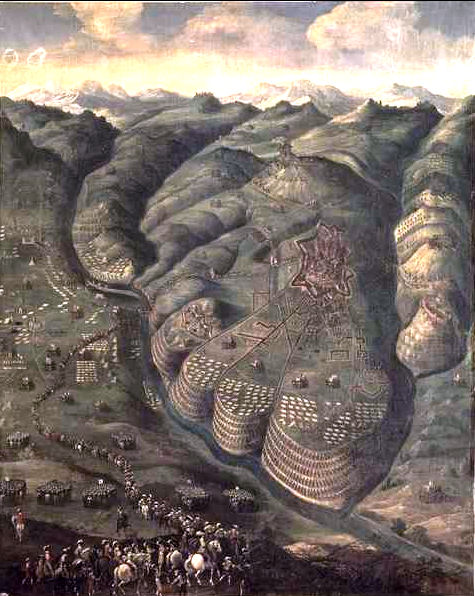
Осада Прива, худ. Н. Прево.

Одна девочка, которая избежала бойни, была принята на воспитание кардиналом Ришельё и получила прозвище «La Fortunée de Privas». Маркиз де Порт был убит в осаде.

## Последствия
После Прива пал и Алес (июнь 1629). Остальные города гугенотов также быстро пали и, наконец, Монтобан сдался после короткой осады во главе с Бассомпьером.
Эти осады привели к заключению Алесского мира (27 сентября 1629), который гарантировал гугенотам право исповедовать свои обряды, но потребовал срыть все крепости и отменить политические собрания.
В 1640 году Ришельё заказал художнику Николя Прево картину об осаде, основанную на гравюре Абрахама Боссе. Картина в настоящее время находится в Шато де Ришельё.